# The Altar and the Door
The Altar and the Door è il terzo album in studio del gruppo musicale statunitense Casting Crowns, pubblicato nel 2007.

## Tracce
1. What This World Needs – 4:41
2. Every Man – 4:46
3. Slow Fade – 4:38
4. East to West – 4:26
5. The Word is Alive – 5:21
6. The Altar and the Door – 4:42
7. Somewhere in the Middle – 5:05
8. I Know You're There – 3:49
9. Prayer for a Friend – 2:50
10. All Because of Jesus (Fee cover) – 11:09

## Formazione
- Hector Cervantes – chitarra
- Juan DeVevo – chitarre
- Melodee DeVevo – violino, cori
- Megan Garrett – piano, tastiere, cori
- Mark Hall – voce
- Chris Huffman – basso
- Andy Williams – batteria